# 6878 Isamu
6878 Isamu (1994 TN2) là một tiểu hành tinh vành đai chính được phát hiện ngày 2 tháng 10 năm 1994 bởi K. Endate và K. Watanabe ở Kitami.